# Närkes runinskrifter 34
Runinskrift Nä 34, eller Nastastenen, är en runsten som står vid Nasta i Rinkaby socken i Örebro kommun. Stenen står på norra sidan om vägen mellan Örebro och Felingsbro och cirka 115 meter väster om infarten till Nasta gård.

## Historia
Nä 34 ristades och restes troligen i mitten av eller under senare delen av 1000-talet. Första gången den nämndes i skrift var i Johannes Bureus handskrift Sumlen från första hälften av 1600-talet och där anges att runstenen då låg ned på en hög av stenar. Enligt en tradition som nedtecknats av Richard Dybeck hade stenen under en tid använts som brosten, vilket är fullt möjligt med tanke på hur sliten inskriftsytan är. 1672, i samband med förberedelserna inför Karl XI:s Eriksgata som skulle passera stenen året efter, undersöktes Nä 34 av Johan Hadorph. Hadorph lät resa stenen och den ritades dessutom av av tecknaren Petrus Törnevall som var med honom på resan. Denna teckning var den första avbildningen av stenen som kom i tryck. Den fanns med i Johan Peringskiölds handskrift Monumenta från 1710-talet men publicerades inte förrän 1750 i det av Johan Göransson utgivna runverket Bautil.
I reseskildringen som behandlar Eriksgatan berättar Hadorph om att han hade hittat knappnålar och spikar på stenen som folket i trakten hade offrat i hopp om att bli botade mot tandvärk och andra sjukdomar. På 1700-talet skrev också kyrkoherdarna G.J. Herdman och G. Kjellin att folket i trakten i forna tider brukade offra knappnålar vid stenen mot missväxt och hungersnöd.
När runstenen nämndes i Rannsakningarna 1683 var den fortfarande rest men i ett kyrkoinventarium från 1830 berättar man att stenen lutade kraftigt och enligt Föreningen för Nerikes folkspråk och fornminnen låg stenen ner igen 1863. På 1840-talet hade dessutom en bonde från trakten försökt att bättra på runinskriften och därmed orsakat en hel del skada i och med att han inte var runkunnig.
Stenen, som ursprungligen låg respektive stod på södra sidan av landsvägen mellan Örebro och Fellingsbro flyttades 1952 till sin nuvarande plats 6 meter norr om landsvägen.

## Stenen och dess inskrift
Nastastenen är av ljusgrå granit och är 1.93 meter hög. Den inristade ornamentiken på runstenen avslöjar att ristaren var en skicklig runmästare. Ristningsytan är dock mycket nött, vilket särskilt gäller ornamentiken, och inskriften är delvis förstörd av den bonde som på 1840-talet bearbetade inskriften. Efter hans insats finns en del tecken på stenen som inte är runor. Trots detta kan inskriften rekonstrueras som följer: 
Translitteration - : þureiþ : lit : raisa : stein : eftir : lyþbyurn : sun sin : nutan :
Normalisering - Þorhæiðr let ræisa stæin æftiR Lyðbiorn, sun sinn nytan.
Översättning - "Tored lät resa stenen efter Lydbjörn, sin dugande son."
Olika författare har läst namnen på stenen på olika sätt och några exempel är
þurelþ och luþbyurn (J. Hadorph och P. Törnevall 1673)
þurhai och þuþburni (A. Wætter 1861)
þurhal(r) och þiuþburn (H. Hofberg 1868)
þurhal och luþbyurn (R. Dybeck 1873)
þureiþ och þuþbyurn (E. Brate 1901)
þurlaþ och þuþbuirn (S. Lindqvist 1908)
Enligt bland andra Hofberg är det första namnet ett mansnamn men enligt Sven B.F. Jansson är Nä 34 av allt att döma rest av en kvinna vid namn þureiþ, Þorhæiðr, till minne av hennes döde son lyþbyurn, Lyðbiorn. Lyðbiorn var av allt att döma ett ovanligt vikingatida namn och det har bara hittats på en annan runsten, nämligen på Sö 154.
Inskriftens sista ord, nytan, är ackusativ singularis maskulinum av det berömmande adjektivet nytr, vilket betydde 'duktig, dugande, rask'.